# Великобритания на «Евровидении-2010»
Великобританию на конкурсе Евровидение 2010 представил певец Джош Дюбови с песней "That sounds good to me"Больше всего (4) балла в 2010 году ему дала  Ирландия..

## Евровидение
Дюбови в финале выступил под 12 номером и с 10 баллами занял последнее, 25 место.
Результаты голосования Великобритании объявлял Скотт Миллз.

### Полуфинал
| Голоса Великобритании в полуфинале | Голоса Великобритании в полуфинале |
| ---------------------------------- | ---------------------------------- |
| Оценка                             | Страна                             |
| 12                                 | Румыния                            |
| 10                                 | Ирландия                           |
| 8                                  | Турция                             |
| 7                                  | Литва                              |
| 6                                  | Болгария                           |
| 5                                  | Израиль                            |
| 4                                  | Кипр                               |
| 3                                  | Швеция                             |
| 2                                  | Украина                            |
| 1                                  | Грузия                             |

### Финал
| Голоса за исполнителя Великобритании в финале | Голоса за исполнителя Великобритании в финале |
| --------------------------------------------- | --------------------------------------------- |
| Оценка                                        | Страна                                        |
| 12                                            | —                                             |
| 10                                            | —                                             |
| 8                                             | —                                             |
| 7                                             | —                                             |
| 6                                             | —                                             |
| 5                                             | —                                             |
| 4                                             | Ирландия                                      |
| 3                                             | Грузия                                        |
| 2                                             | Азербайджан                                   |
| 1                                             | Албания                                       |

| Голоса Великобритании в финале | Голоса Великобритании в финале |
| ------------------------------ | ------------------------------ |
| Оценка                         | Страна                         |
| 12                             | Греция                         |
| 10                             | Турция                         |
| 8                              | Румыния                        |
| 7                              | Ирландия                       |
| 6                              | Дания                          |
| 5                              | Украина                        |
| 4                              | Германия                       |
| 3                              | Израиль                        |
| 2                              | Франция                        |
| 1                              | Албания                        |